# Andrei Luchian
Andrei Luchian (* 9. Februar 1983 in Bukarest) ist ein ehemaliger rumänischer Squashspieler.

## Karriere
Andrei Luchian spielte 2013 und 2014 insgesamt zweimal auf der PSA World Tour und erreichte seine höchste Platzierung in der Weltrangliste mit Rang 432 im August 2014. Mit der rumänischen Nationalmannschaft nahm er 2015 und 2016 an den Europameisterschaften teil. Im Einzel stand er 2019 im Hauptfeld der Europameisterschaft, trat zu seiner Partie gegen Filip Jarota jedoch nicht an. 2012 wurde Luchian rumänischer Landesmeister und wiederholte diesen Erfolg 2015. Im gleichen Jahr wurde er mit Iulia Bucur auch im Mixed rumänischer Meister.

## Erfolge
- Rumänischer Meister: 2012, 2015